# گابریله مونتر
گابریله مونتر (آلمانی: Gabriele Münter؛ ۱۹ فوریهٔ ۱۸۷۷ – ۱۹ مهٔ ۱۹۶۲) نقاش مکتب اکسپرسیونیسم اهل آلمان بود. او چهره‌ای برجسته در جنبش پیشروی مونیخ در اوایل سدهٔ بیست میلادی بود. او همچنین از بنیان‌گذاران گروه اکسپرسیونیستی سوارکار آبی بود.
مونتر شاگرد، و دوست نزدیک واسیلی کاندینسکی بود و از او تأثیر پذیرفت. آن‌ها چندین سال در خانه‌ای در شهر کوچک مورناو در ایالت بایرن آلمان زندگی می‌کردند. رابطهٔ عاشقانهٔ مونتر و کاندینسکی در حالی شکل گرفت که پانزده سال از ازدواج کاندینسکی می‌گذشت.
مونتر در دوران پر حادثهٔ جنگ جهانی دوم، تعداد بسیاری از تابلوهای خود و نقاشان دیگر مانند کاندینسکی را در خانه‌اش مخفی کرد و بدین ترتیب مانع نابودی آن‌ها توسط نازی‌های تندرو شد. او همزمان با تولد هشتادسالگی‌اش، تمام مجموعهٔ خود را که شامل هشتاد تابلوی رنگ روغن و ۳۳۰ طراحی بود، به گالری شهری لنباخهاوس مونیخ اهدا کرد.